# Euderus solidaginis
Euderus solidaginis är en stekelart som beskrevs av Yoshimoto 1971. Euderus solidaginis ingår i släktet Euderus och familjen finglanssteklar. Inga underarter finns listade i Catalogue of Life.